# Гради, Дарио
Дарио Гради (итал. Dario Gradi; род. 8 июля 1941, Милан) — английский и итальянский футболист, играющий на позиции защитника, тренер, технический директор клуба «Кру Александра». Дарио находится в структуре клуба уже более 30 лет, а также является одним из рекордсменов по пребывания на посту главного тренера. Всего за свою карьеру провел более 1500 матчей. Кавалер ордена Британской империи.

## Карьера
Дарио родился в семье отца-итальянца (который умер, когда Дарио был ещё ребёнком) и матери-англичанки. Гради переехал в Лондон в возрасте четырёх лет, когда его мать вернулась в Англию после окончания Второй мировой войны в 1945 году.
Он учился в Глимской гимназии в Эпсоме и обучался на преподавателя физического воспитания в Университете Лафборо в 1960—1963 годах (где он играл за первую XI футбольную команду университета, в которой также играли: футболист Боб Уилсом и писатель Барри Хэйнсом). Позже, он вернулся учиться в его прежнюю школу.
К этому времени, он уже играл в качестве любителя в клубах «Саттон Юнайтед» и «Тутин энд Митчем Юнайтед» в начале 1960-х. Позже, он сыграл один матч за любительскую сборную Англии (играя за команду британского любительского чемпионата против команды Шотландии в Данди в сентябре 1967 года). Затем, он собственно и присоединился к «Саттон Юнайтед», сыграв в финале Кубка любительских кубков ФА против «Норт Шилдс» в апреле 1969 года и в четвёртом раунде Кубка Англии по футболу против «Лидс Юнайтед» в январе 1970 года. Гради также играл за «Викомб Уондерерс», задолго до того, как клуб стал полностью профессиональным.